# 莫納群島

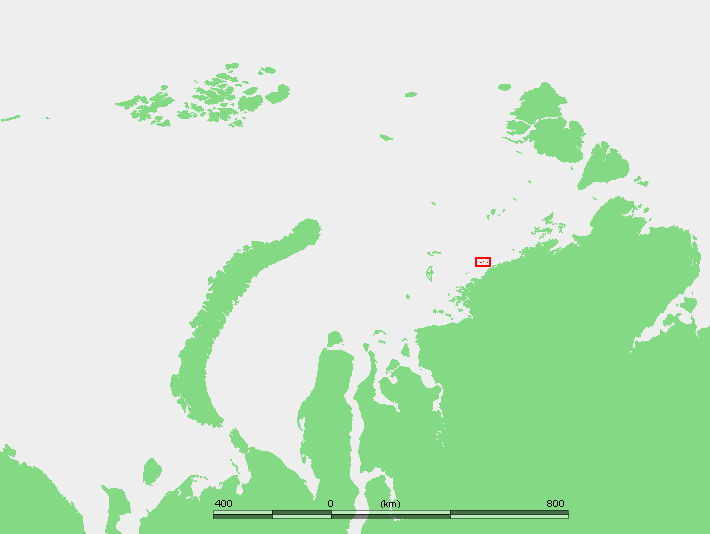

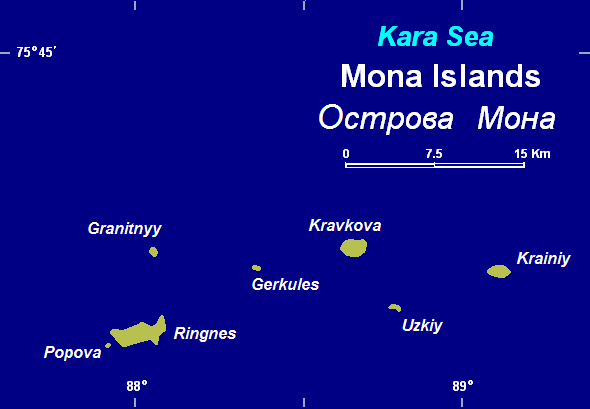

莫納群島是俄羅斯的群島，位於泰梅爾半島西岸以北約30公里的卡拉海，由11個島嶼組成，行政方面由克拉斯諾亞爾斯克邊疆區負責管轄，最高點海拔高度42米。

## 外部連結
- World War 2 submarine warfare near the Mona group （页面存档备份，存于）
- Nature Reserve
- Name of the island group

75°42′N 88°29′E / 75.700°N 88.483°E